# Brécey (gemeente)
Brécey is een gemeente in het Franse departement Manche (regio Normandië). De plaats maakt deel uit van het arrondissement Avranches. Brécey telde op 1 januari 2022 2.166 inwoners.

## Geografie
De oppervlakte van Brécey bedroeg op 1 januari 2022 20,96 vierkante kilometer; de bevolkingsdichtheid was toen 103,3 inwoners per km².

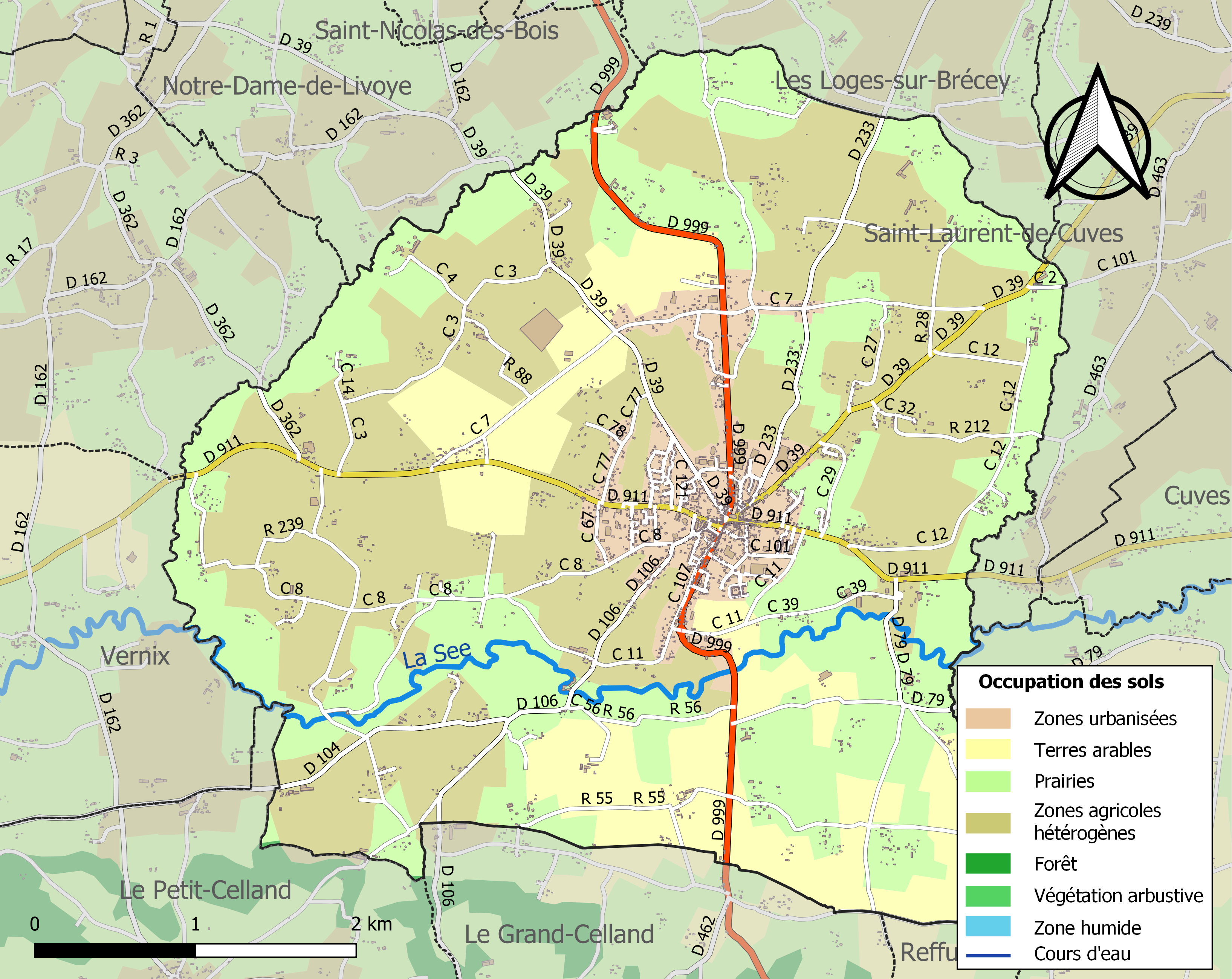
Kaart van de gemeente met de belangrijkste infrastructuur, bodemgebruik en omliggende gemeenten

## Demografie
Onderstaande figuur toont het verloop van het inwonertal (bron: INSEE-tellingen).